# Tokils naturreservat
Tokils naturreservat är ett naturreservat i Årjängs kommun i Värmlands län.
Området är naturskyddat sedan 2021 och är 56 hektar stort. Reservatet ligger söder om Årjäng vid sydvästra stranden av Järnsjön och består av granskog, lövskogar med ädellöv, ängar, sumpskogar och öppen myr.